# Bison B.C.
Bison B.C. est un groupe de heavy metal canadien, originaire de Vancouver, en Colombie-Britannique. Le groupe était autrefois en contrat avec le label Metal Blade Records. Bison B.C. fait paraître son premier album, Quiet Earth, avec Jesse Gander (3 Inches of Blood, Subhumans, Mass Grave, S.T.R.E.E.T.S.) aux Hive Studios de Burnaby, en Colombie-Britannique. L'album est commercialisé le 30 septembre 2008. Le 7 décembre 2009, le groupe annonce une nouvelle fois son entrée au studio, avec Jesse Gander comme producteur, pour enregistrer l'album suivant Dark Ages, le 13 avril.
Bison est connu en particulier pour ses soirées sur scène intenses. Le groupe se popularise à travers l'Amérique du Nord et participe à nombre de tournées avec d'autres groupes notables comme 3 Inches of Blood, Genghis Tron, Baroness, The Ocean Collective et Priestess. Il résilie son contrat avec Metal Blade Records en février 2013.

## Biographie

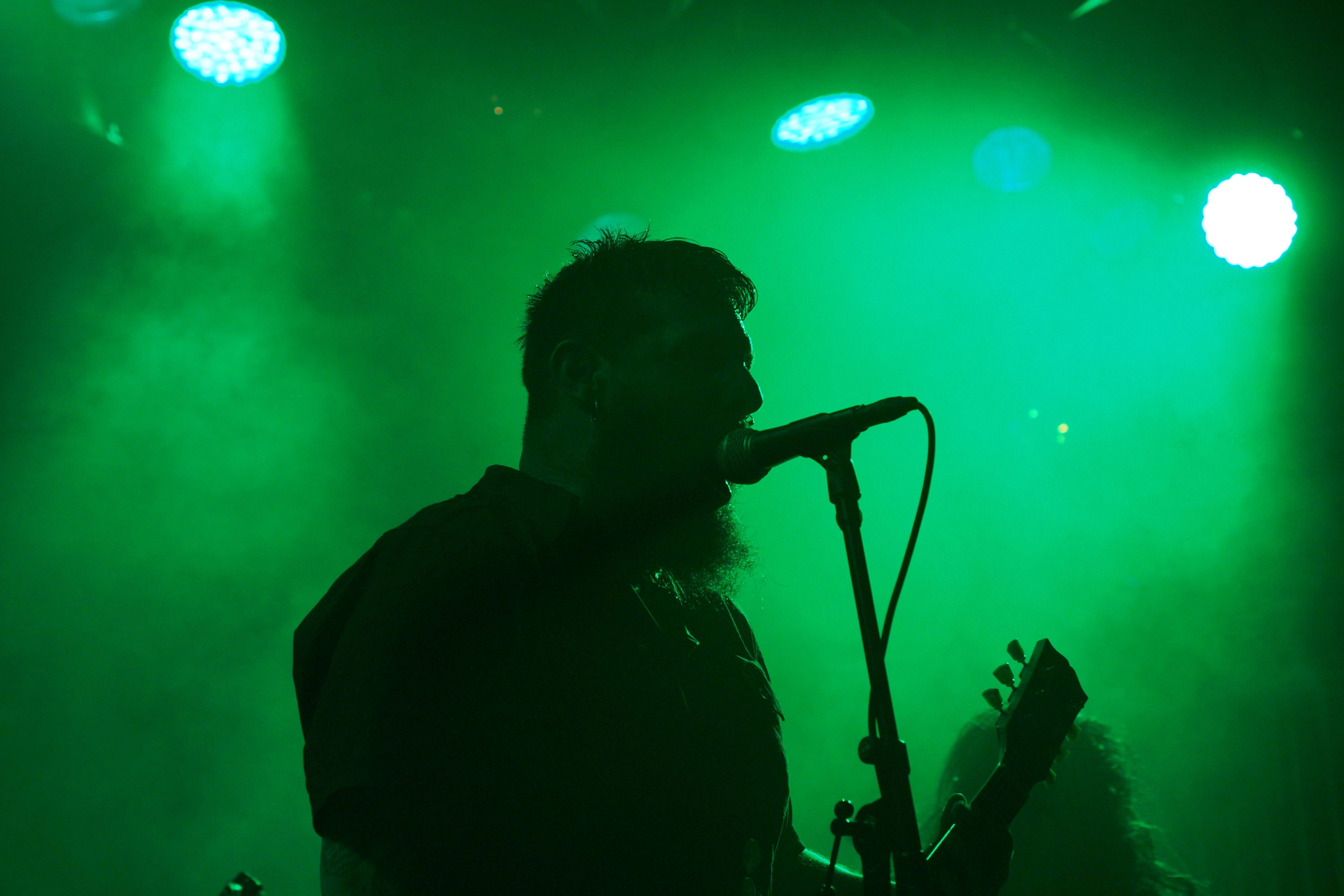
Bison B.C. sur scène, le 7 juin 2013.

Été 2007, Bison fait paraître son premier EP/LP intitulé Earthbound au label discographique Forest Records de Nick Hart. Seuls 1 100 exemplaires ont été distribués. Une réédition numérique de l'album est mise en ligne via iTunes pour les clients canadiens le 2 septembre 2008, de même en 2009 cette fois pour les clients américains. Le membre fondateur de Bison, James Farwell (chant et guitare) est mieux connu pour son affiliation avec le groupe skate-punk S.T.R.E.E.T.S (abréviation de Skateboarding Totally Rules Everything Else Totally Sucks). Mike Payette, un ex membre de S.T.R.E.E.T.S, est l'auteur des couvertures des deux premières parutions de Bison B.C - Earthbound et Quiet Earth. Le nom du groupe est initialement difficile à discerner. Le groupe clame s'appeler Bison pendant de nombreuses années, avant leur signature avec Metal Blade Records, qui, sur son site officiel le nomme Bison B.C. ; B.C qui signifierait Before Christ (avant Jésus Christ) ou British Columbia (Colombie-Britannique). Le nom est changé pour éviter toute confusion avec d'autres groupes.
Le 30 septembre 2008, Bison B.C. fait paraître son premier album studio chez Metal Blade Records. Composé de huit pistes, une seule étant une version instrumentale, l'album est accueilli d'une manière mitigée chez les critiques. About.com lui attribue une note de 3,5/5 explique qu'« il existe un certain sentiment rétro dans certaines chansons, mais d'autres sont très modernes [...]. » Le site ReviewBusters.net lui attribue un 9,5/10 notant « Quiet Earth ferait passer la musique de Mastodon pour une berceuse. »
Le 13 avril 2010, Bison B.C. fait paraître son second album studio, Dark Ages, chez Metal Blade Records. L'album est bien accueilli. Il atteint également la 6e place dans la catégorie « Album metal de 2010 » au magazine Exclaim!. En février 2013, le groupe annonce sa séparation de Metal Blade Records. En 2014, ils publient l'EP One Thousand Needles, avant de tomber dans l'oubli pendant trois ans. Ils reviennent en 2017, avec deux nouvelles chansons.

## Discographie
- 2007 : Earthbound
- 2008 : Quiet Earth
- 2010 : Dark Ages
- 2012 : Lovelessness
- 2014 : One Thousand Needles (EP)

## Membres

### Membres actuels
- James Farwell – guitare, chant (depuis 2006)
- Dan And – guitare, chant (depuis 2006)
- Masa Anzai – basse (depuis 2006)
- Matt Wood – batterie (depuis 2011)

### Anciens membres
- Brad Mackinnon - batterie (2006–2011)